# Epactoides helenae
Epactoides helenae là một loài bọ cánh cứng trong họ Bọ hung (Scarabaeidae).